# Madeleine Lemaire

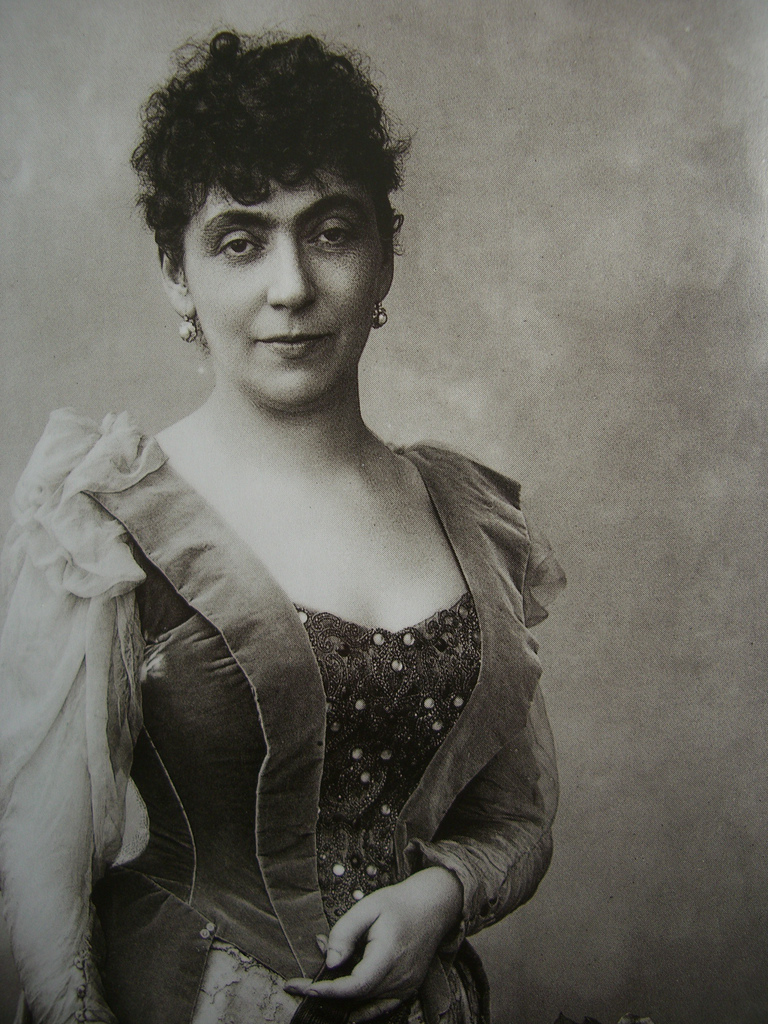
Madeleine Lemaire, Fotografie von Nadar, 1891

Madeleine Jeanne Lemaire (* 1845 in Les Arcs-Sainte-Roseline im Département Var als Madeleine Jeanne Coll oder Colle; † 8. April 1928 in Paris) war eine französische Malerin, Grafikerin und Salonnière. Die Künstlerin schuf Gemälde im Stil der Académie des Beaux-Arts und ist besonders für ihr Rosenstillleben bekannt. In dem von ihr geführten literarischen Salon verkehrten namhafte Adlige, Politiker und Künstler. Zu ihnen gehörte der Schriftsteller Marcel Proust, dessen Buch Les plaisirs et les jours sie illustrierte und der sie als Vorbild für eine seiner Romanfiguren wählte.

## Leben

### Karriere als Malerin
Die im südfranzösischen Les Arcs geborene Madeleine Lemaire kam 1857 im Alter von zwölf Jahren nach Paris, wo sie Unterricht in der Zeichenschule von Jeanne-Mathilde Herbelin (1820–1904) und bei Charles Chaplin nahm. Sie debütierte 1864 im Salon de Paris und stellte hier fortan regelmäßig ihre Werke aus, für die sie 1877 und 1900 Auszeichnungen erhielt. Zudem stellte sie ihre Arbeiten 1879 in der Société des Aquarellistes aus. Sie schuf  Pastelle, Aquarelle, Zeichnungen und Gemälde, die neben Landschaften und Porträts auch Genrestücke im akademischen Stil zeigen und nach dem  Vorbild der Kunst des 18. Jahrhunderts. Bekannt wurde sie vor allem durch ihre Blumenstillleben, wobei sie sich besonders der Darstellung von Rosen zuwandte. Robert de Montesquiou bezeichnete sie entsprechend als  „l’impératrice des roses“ (Kaiserin der Rosen). Zudem illustrierte sie Bücher wie Les plaisirs et les jours von Marcel Proust und L’Abbé Constantin von Ludovic Halévy oder Gedichte von Robert de Montesquiou.
Der Proust-Biograf George D. Painter identifizierte sie als die Frau, die als eines der Vorbilder, wohl das wichtigste, für die äußere Erscheinung, die Umgangsformen und den Charakter der Madame Verdurin diente, einer bedeutenden Salonnière in seinem Roman Auf der Suche nach der verlorenen Zeit. Ihre Tochter Suzette Lemaire stand Édouard Manet für zwei Bilder Modell. Madeleine Lemaire wurde 1906 in die Ehrenlegion aufgenommen. Dreißig ihrer Werke zeigte 2010 das Musée Marmottan Monet in Paris als Teil einer Ausstellung über Malerinnen in Zeiten von Marcel Proust.

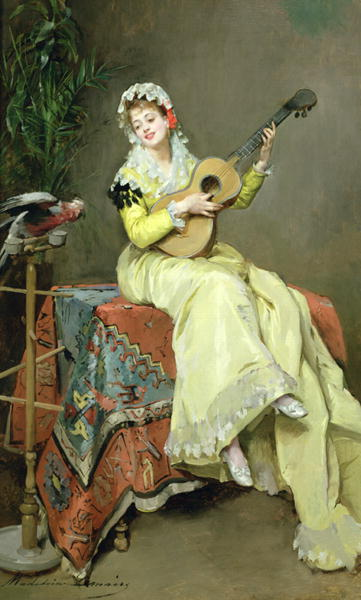
Madeleine Lemaire: Un moment musical
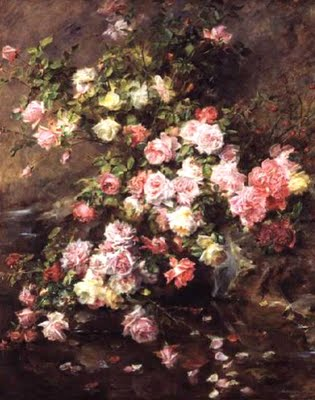
Madeleine Lemaire: Roses
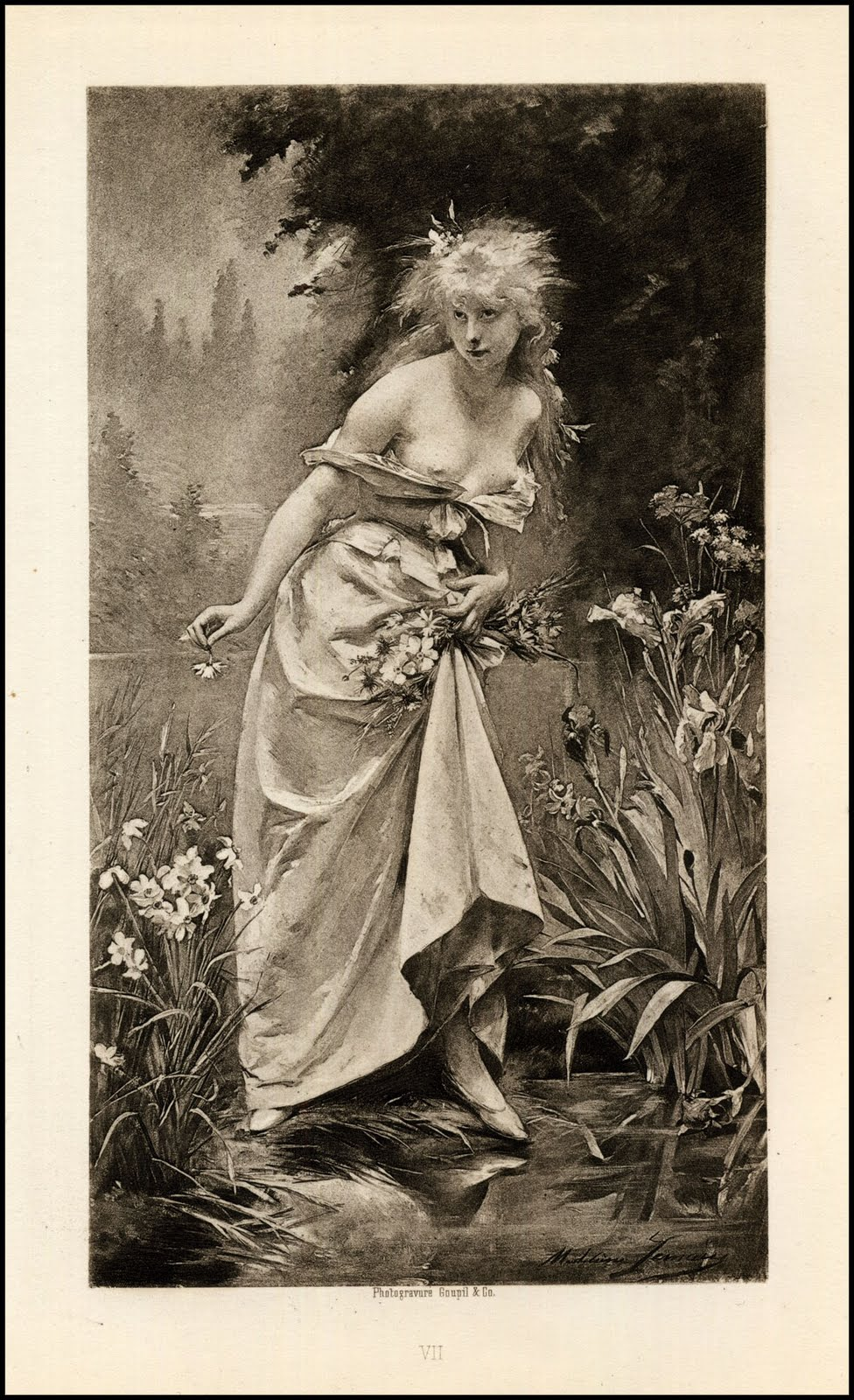
Madeleine Lemaire: Ophelia
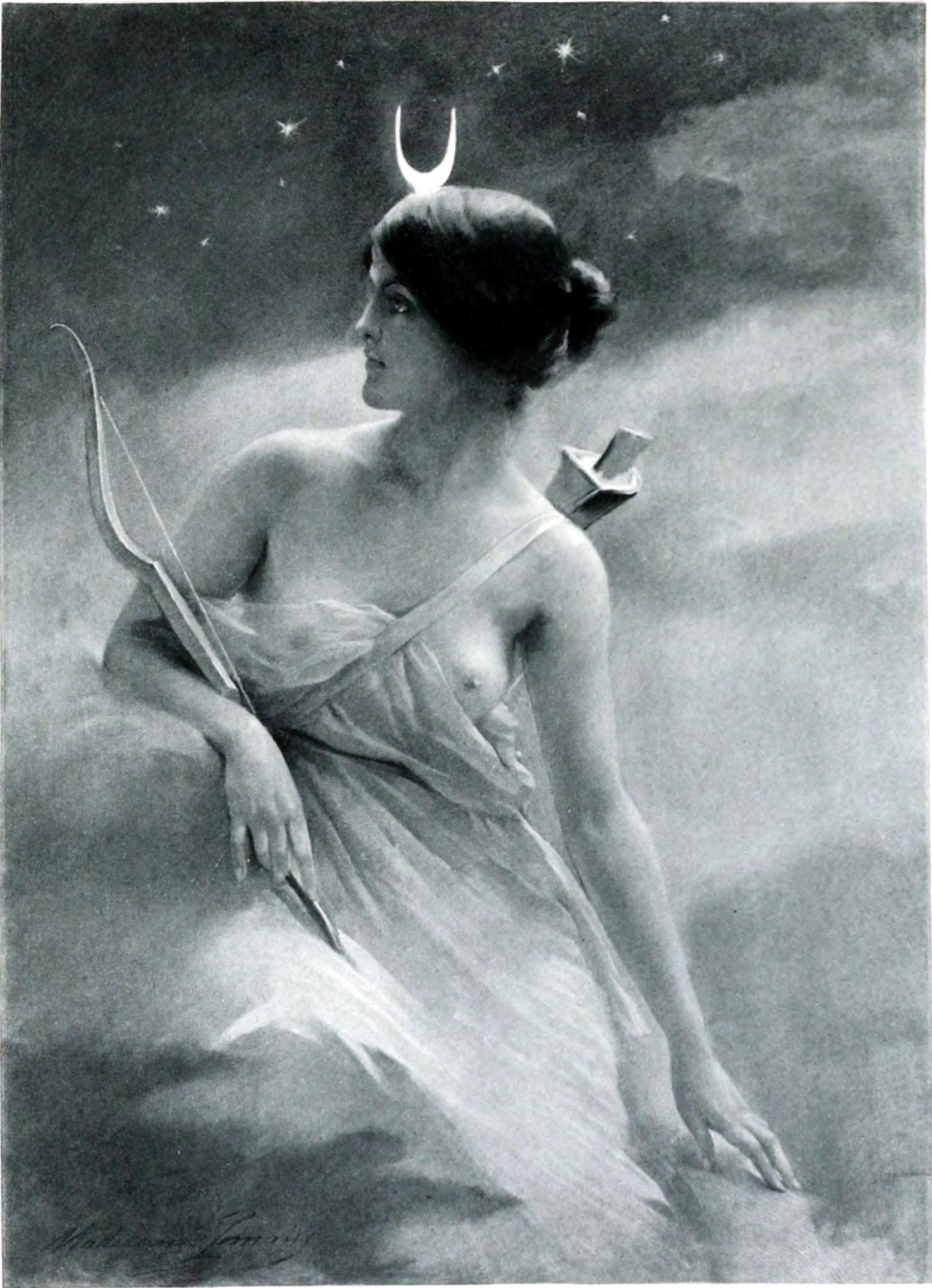
Madeleine Lemaire: Phoebe

### Madame Lemaire als Gastgeberin
Madeleine Lemaire gehörte zu den bedeutenden Gastgeberinnen der Belle Epoque. In ihrem Pariser Hôtel particulier in der Rue de Monceau Nr. 31 empfing sie Adlige, Politiker, Künstler und weitere namhafte Persönlichkeiten ihrer Zeit. Von April bis Juni eines Jahres lud sie jeweils am Dienstag in ihren Salon, wobei es sich hierbei weniger um aufwendig eingerichtete Räumlichkeiten handelte, sondern um ihr im Haus befindliches Atelier, in dem die Gäste ihre aktuellen Bilder begutachten konnten. Neben der gepflegten Konversation gaben die anwesenden Künstler gelegentlich Kostproben ihres Könnens. So rezitierten Schriftsteller aus ihren Werken, der Pianist Harold Bauer (1873–1951) oder die Komponisten Reynaldo Hahn, Camille Saint-Saëns und Jules Massenet spielten am Klavier und die Ballerina Rosita Mauri tanzte vor den Anwesenden.

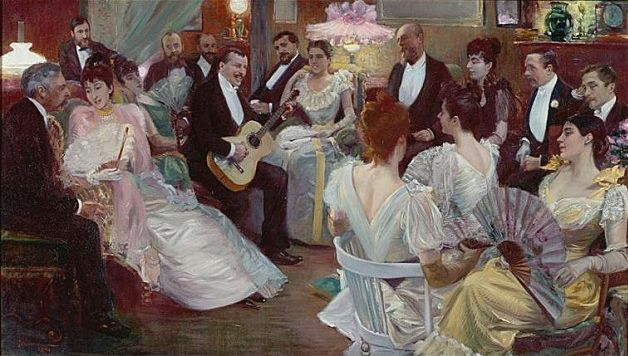
Pierre-Georges Jeanniot: Une chanson de Gibert dans le salon de madame Madeleine Lemaire, 1891, Musée d’Art et d’Industrie, Roubaix

Marcel Proust veröffentlichte unter dem Pseudonym Dominique in der Zeitung Le Figaro am 11. Mai 1903 den Artikel Le salon de Mme Madeleine Lemaire, in dem er die Atmosphäre des Salon beschrieb und zahlreiche Gäste auflistete. Hierunter befanden sich beispielsweise zahlreiche Adelige wie die Comtesse Greffulhe, die Comtesse Adhéaume de Chevigné, die Duchesse d’Uzès, Honoré d’Albert, Duc de Luynes und seine Frau geb. Simone de Crussol d’Uzès, der Comte Boniface de Castellane, die Baronne de Rothschild, die Comtesse de Pourtalès und der
Comte d’Haussonville. Prinzessin Mathilde Bonaparte, selbst als Malerin tätig, gehörte zu den Freundinnen von Madeleine Lemaire. Hinzu kamen Politiker wie Raymond Poincaré, Paul Deschanel, Léon Bourgeois und Émile Loubet, die Botschafter von Italien, Deutschland und Russland oder aber Militärs wie General Joseph Brugère.
Besonders zahlreich waren die Schriftsteller unter den Gästen. Neben Proust finden sich Namen wie Victorien Sardou, Guy de Maupassant, Paul Bourget, Robert de Montesquiou, Robert de Flers, Gaston Arman de Caillavet, Francis de Croisset (1877–1937), Jules Lemaître, Anatole France, Alexandre Dumas der Jüngere, François Coppée und Georges de Porto-Riche. Hinzu kamen Journalisten wie Henri Rochefort, Alfred Mézières und Gaston Calmette. Weitere Gäste waren die Schauspielerinnen Rejane und Sarah Bernhardt sowie die Schauspieler Benoît Constant Coquelin, Jean Mounet-Sully und Lucien Guitry. Von der Oper kamen die Sängerinnen Emma Calvé, Gabrielle Krauss und Marie van Zandt sowie die Sänger Jean Bartet und Félix Mayol. Nicht zuletzt beehrten auch Malerkollegen wie Jean-Louis Forain, Jean Béraud, Pierre Puvis de Chavannes, Jean Baptiste Édouard Detaille, Léon Bonnat, Antonio de la Gandara und Raimundo de Madrazo die Gastgeberin.  In seinem Gemälde Une chanson de Gibert dans le salon de madame Madeleine Lemaire von 1891 hielt der Maler Pierre-Georges Jeanniot (1848–1934) eine der Zusammenkünfte im Salon Lemaire fest. Das Gemälde befindet sich in der Sammlung des Musée d’Art et d’Industrie in Roubaix.
In den Sommermonaten empfing Madeleine Lemaire Gäste im Château de Réveillon an der Marne oder in einem Haus in Dieppe am Ärmelkanal, wo sie beispielsweise Marcel Proust und Reynaldo Hahn besuchten.

## Werke in öffentlichen Sammlungen (Auswahl)
- Fleurs dans un vase à deux anses, Gouache, Louvre, Paris
- Maître d'hôtel apportant une lettre sur un plateau, Zeichnung, Musée du Louvre, Paris
- Portrait de femme, Zeichnung, Musée d'art d’archéologie et de sciences naturelles, Troyes
- Stillleben, Gouache, Musée Louis Senlecq, L’Isle-Adam
- Choix d'œillets, Aquarell, Musée des Augustins, Toulouse
- Pivoines, University of Dundee, Dundee